# Giáo đường Do Thái cổ

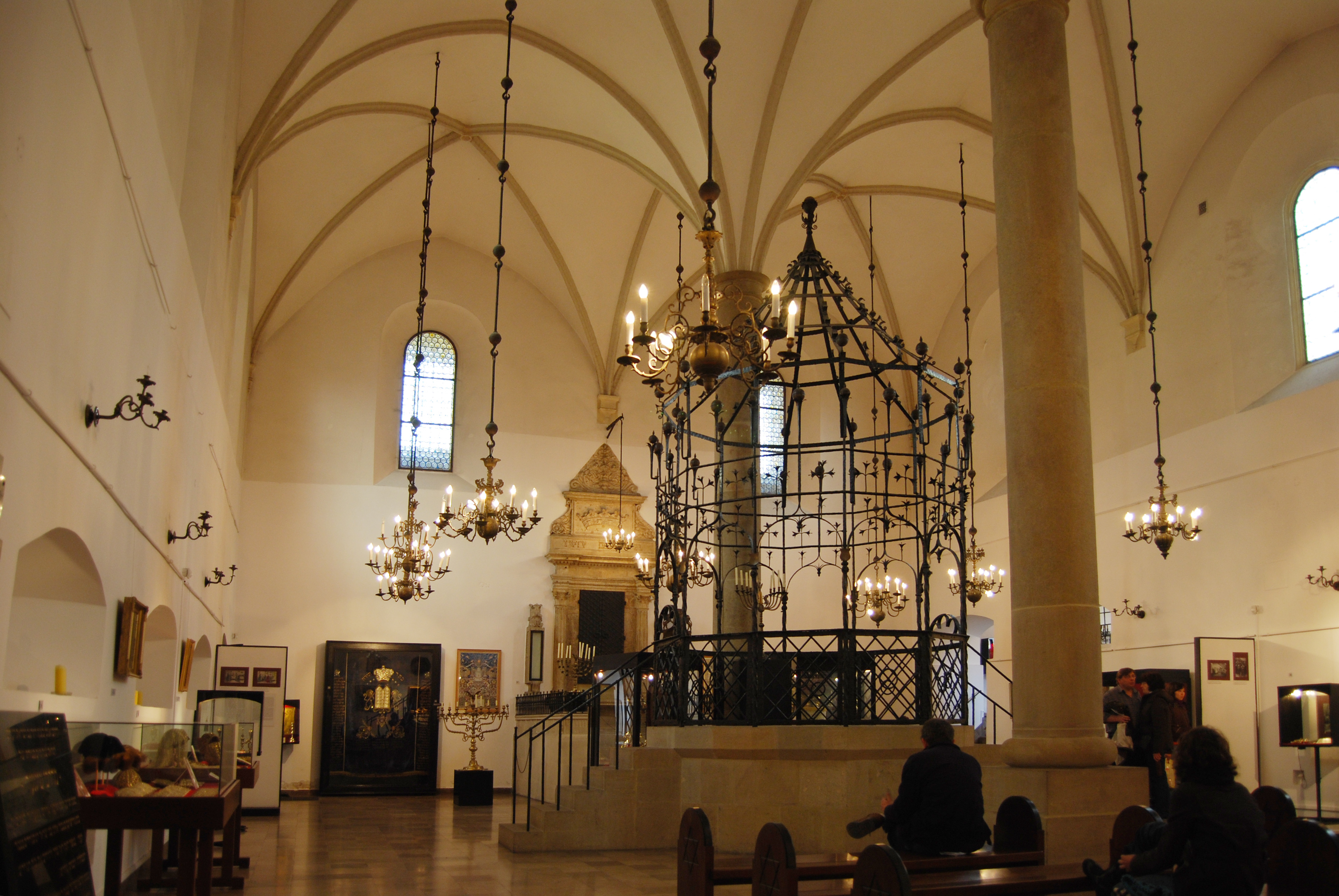
Nội thất của Giáo đường Do Thái Cổ

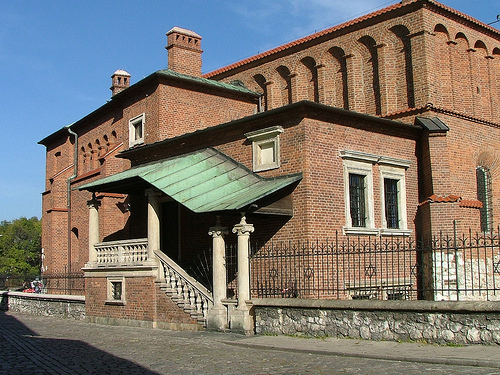
Cổng thông tin lịch sử với lối vào

Giáo đường Do Thái cổ là một giáo đường Do Thái Chính thống ở quận Kazimierz của Kraków, Ba Lan, trong tiếng Yiddish, nó được gọi là Alta Shul. Đây là tòa nhà giáo đường lâu đời nhất  vẫn còn tồn tại ở Ba Lan và là một trong những địa danh quý giá nhất của kiến trúc Do Thái ở châu Âu. Cho đến khi Đức xâm chiếm Ba Lan vào năm 1939, đây là một trong những giáo đường quan trọng nhất trong thành phố cũng như trung tâm tổ chức tôn giáo, xã hội và tổ chức chính của cộng đồng Do Thái Kraków. Năm 1794, Tướng Tadeusz Kościuszko đã phát biểu từ giáo đường để giành được sự ủng hộ của người Do Thái trong cuộc đấu tranh giành độc lập của Ba Lan. Một tấm biển trong sảnh được trưng bày để kỷ niệm sự kiện này: 
 "Người Do Thái đã chứng minh cho cả thế giới thấy rằng bất cứ khi nào nhân loại có thể đạt được, họ sẽ bổ sung cho mình." - Tướng Tadeusz Kosciuszko  
 Giáo đường được xây dựng vào năm 1407 hoặc 1492; ngày xây dựng khác nhau trong một số nguồn tài liệu. Tòa nhà ban đầu được xây dựng lại vào năm 1570 dưới con mắt thận trọng của một kiến trúc sư người Ý Mateo Gucci. Việc xây dựng lại bao gồm bức tường gác mái với những kẽ hở, cửa sổ được đặt cao hơn mặt đất và những bức tường dày, dày với các trụ nặng để chống lại sự bao vây, tất cả các đặc điểm mượn từ kiến trúc quân sự. Có thêm công việc tái thiết vào năm 1904 và năm 1913  Giáo đường Do Thái cổ là một ví dụ hiếm hoi còn sót lại của giáo đường Pháo đài Ba Lan.
Giáo đường hoàn toàn bị tàn phá và lục soát bởi người Đức trong Thế chiến II. Tác phẩm nghệ thuật của nó và các di tích Do Thái, bị cướp phá. Trong thời gian chiếm đóng, giáo đường được sử dụng như một tạp chí. Năm 1943, 30 con tin người Ba Lan đã bị xử tử tại bức tường của nó. Giáo đường Do Thái Cổ được cải tạo từ năm 1956 đến 1959 và hiện đang hoạt động như một bảo tàng. Đây là một bộ phận của Bảo tàng Lịch sử Kraków, đặc biệt tập trung vào người Do Thái của Kraków. Các cuộc triển lãm được chia thành các chủ đề liên quan đến sinh, nghi lễ cầu nguyện, chế độ ăn uống, ly dị và cái chết. "Phòng cầu nguyện của phụ nữ xinh đẹp, có từ thế kỷ 17, thường được sử dụng để tổ chức các triển lãm tạm thời." 